# Salvia tesquicola
Salvia tesquicola là một loài thực vật có hoa trong họ Hoa môi. Loài này được Klok. & Pobed. miêu tả khoa học đầu tiên.